# Randkanal (Wasserburger Spree)
Der Randkanal ist ein Meliorationsgraben und Zufluss des Köthener Sees auf der Gemarkung des Landkreises Dahme-Spreewald in Brandenburg.

## Verlauf
Der Kanal beginnt auf einer landwirtschaftlich genutzten Fläche, die sich nördlich der Gemeinde Lubolz und dort westlich des Inneren Unterspreewaldes befindet. Sie wird als Kriegbuschwiesen bezeichnet; südlich verläuft der Bugkgraben. Der Kanal verläuft innerhalb dieser Wiesenfläche auf einer Länge von rund einem Kilometer in östlicher Richtung und schwenkt anschließend nach Norden. Anschließend fließt er in nördlicher Richtung und nimmt dabei Wasser aus Wiesenflächen auf, die sich östlich des Krausnick-Groß Wasserburger Wohnplatzes Forsthaus Meierei befinden.
Der Graben erreicht den Ortsteil Krausnick der Gemeinde Krausnick-Groß Wasserburg und unterquert dort die östlich verlaufene Landstraße 421. Östlich dieser Querung fließt die Spree von Süden kommend in nördlicher Richtung vorbei. Anschließend passiert er ebenfalls östlich den Ortsteil Groß Wasserburg. Dort fließt von Westen kommend ein Altarm der Wasserburger Spree zu. Der Kanal schwenkt nun in nordwestliche Richtung und entwässert schließlich in den Köthener See.